# Agrármuzeológiai Füzetek
Az Agrármuzeológiai Füzetek egy magyar muzeológiai könyvsorozat.

## Jellemzői
Az Agrármuzeológiai Füzetek a Magyar Mezőgazdasági Múzeum egyik kiadványa volt. 1980 és 1984 között összesen 3 része jelent meg. Szerkesztője Balassa Iván néprajztudós volt. Az egyes, 100-130 oldal terjedelmű kötetekbe a múzeum akkori dolgozói és egyéb más neves szakemberek mutattak be rövid tanulmányokban múzeumi témaköröket.
A múzeum célja az volt a sorozattal, hogy felkészítése és továbbképezze munkatársait a tudományos és muzeológiai feladatokra. A kötetet egy előadás sorozat előzte meg, ezeket dolgozták fel az előadók írott formában a füzetek részére. Az első kötet (füzet) a muzeális tárgyak gyűjtését, a múzeumi nyilvántartást, a kiállítások előkészítését és művészi tervezését, kivitelezését, és a kiállítási műtárgyvédelmet mutatta be. A második kötet az agrártörténet írott forrásaiba, a Mezőgazdasági Múzeumi Adattárának és Könyvtárának gyűjtési rendszerébe engedett betekintést. A harmadik kötet a magyar múzeumügy történetét, külön a Mezőgazdasági Múzeum történetét, annak tevékenységét taglalta.

## I. füzet (1980, 96 oldal)
- Szabó Loránd: Az agrármuzeológiáról
- Balassa Iván: A tárgyak gyűjtése a mezőgazdasági múzeumokban
- Kiss László: A múzeumi gyűjtemények nyilvántartásának általános és időszerű kérdései
- Balassa Iván: A kiállítások tudományos előkészítése a Magyar Mezőgazdasági Múzeumban
- Csajághy Rezső: A kiállítások művészeti tervezése és kivitelezése
- Éri István: Műtárgyvédelem a kiállításon

## II. füzet (1981, 140 oldal)
- Balassa Iván: Tudományos és közművelődési munka az agrármúzeumokban
- N. Kiss István: A levéltári források jelentősége és használata az agrártörténeti kutatásban
- Für Lajos: Agrármúltunk kapitalizmus-kori forrásai
- Pintér János: A Magyar Mezőgazdasági Múzeum Adattári Osztálya a tudományos kutatás és ismeretterjesztés szolgálatában
- Csoma Zsigmond: A munkaeszközkutatás és a Magyar Mezőgazdasági Múzeum Munkaeszköztörténeti Archívuma
- Taraba Mária: Könyvtári tájékozódás és tájékoztatás mezőgazdasági szakkönyvtárakban
- Ikvai Nándor: A múzeumi közművelődés főbb területei és irányai
- Sági Pál: A Magyar Mezőgazdasági Múzeum közművelődési tevékenysége

## III. füzet (1984, 104 oldal)
- Pintér János: Az Agrármuzeológiai Füzetek újabb kötete
- Balassa Iván: A magyar múzeumok történetének vázlata
- Takács Imre: A Magyar Mezőgazdasági Múzeum alapításának előzményei és 1894–1944. évi története
- Matolcsi János: A Magyar Mezőgazdasági Múzeum története 1945–1981
- Kiss János: A múzeumi termeléstörténeti gyűjtőmunka társadalmi és módszertani kérdései
- Mészáros Vince: Élő kiállítás
- Éri István: A múzeumi kiadványokról
- Pécsi L. Dániel: A korszerű műtárgykörnyezet megteremtésére irányuló törekvések és az eddig elért eredmények a magyarországi múzeumokban